# Митрополит херцеговачки Нектарије
Нектарије Зотовић је био митрополит херцеговачки у периоду од 1693. до 1712. године.
Рођен је у селу Љубомиру. Замонашио се у манастиру Тврдош. Пре избора за митрополита био је протосинђел митрополита Саватија Љубибратића и у то време истакао се „у честим походима за скупљање милостиње и прилога за обнављање манастира Тврдоша".
Касније је и као митрополит, 31. октобра 1701. „добио дозволу од славонског владике Петронија Љубибратића да може купити прилоге за обнављање манастира Тврдоша". Са наследником патријарха Арсенија III, патријархом Калиником I, био је у добрим односима. Калиник му је 5. октобра 1693. издао синђелију из које се сазнаје да су његовој епархији припадала места: Пријепоље, Пљевља, Чајниче, Фоча, Невесиње, Церница (Гацко), Мостар, Благај, Габела, Столац и Љубиње. „Чудно је", каже Ђоко Слијепчевић, „да се у Нектаријевој синђелији не помињу ни Требиње, ни Билећа, иако се зна сигурно да је Нектарије био пострижник требињског манастира и да је после резидирао у манастиру Дужи".
На позив патријарха Калиника I, митрополит Нектарије учествовао је 1695. у раду Светог архијерејског сабора у Пећи, који се одржавао између Васкрса и Вазнесења. „Митрополит Нектарије добио је позив од патријарха Калиника I поглавито стога што је услед доласка на престо султана Мустафе (1695-1703) требало да патријарх код новога султана обнови свој берат, те је сабор имао да реши како и колико да се народ и клир опорежу да би патријарх могао одговорити својим обавезама на Порти".
Након што се митрополит Саватије Љубибратић преселио у Херцег Нови, Нектарије као његов наследник, прелази са манастирима у манастир Дужи, и ту ће остати Митрополитско седиште све до 1776. године.
У циљу скупљања милостиње, митрополит Нектарије је двапут посетио Русију: 1702. и 1708. године. Други пут се, са својом пратњом, задржао у Русији две године и „пошто су добили помоћ отпутовали су из Москве 20. марта 1710. године".